# Juan Carlos Zambrano
Juan Carlos Zambrano (n. Cali, Colombia, 14 de octubre de 1990) es un futbolista colombiano. Juega como delantero y actualmente milita en Deportes Pintana de la Segunda División Profesional de Chile.

## Clubes
| Club             | País    | Año         |
| ---------------- | ------- | ----------- |
| Aurora           | Bolivia | 2015 - 2016 |
| Trasandino       | Chile   | 2016 - 2017 |
| Deportes Pintana | Chile   | 2017        |